# Avellane
Avellane è un termine utilizzato in araldica per indicare delle nocciole colle bucce, quasi sempre tre, male ordinate ed appese al gambo.
Simboleggiano virtù celata e segreto amore.

## Traduzioni
- Francese: coquerelles
- Galiziano: avelás